# ラウル3世 (ヴァロワ伯)
ラウル3世（Raoul III, comte de Valois, 992年 - 1038年）は、ヴァロワ伯（在位：1024年ごろ - 1038年）。

## 生涯
ラウル3世はヴァロワ伯、ヴェクサン伯、アミアン伯ゴーティエ2世とその妻アデルの次男である。父ゴーティエ2世は1017年から1024年の間に亡くなり、ヴェクサンとアミアンはラウル3世の兄ドルーに遺贈された。
ラウル3世はナントゥイユ＝ル＝オードゥアン領主の女子相続人アデル・ド・ブルトゥイユと結婚した。二人の間には2男が生まれた。
- ラウル4世（1020年以前 - 1074年） - ヴァロワ伯
- ティボー - ナントゥイユを継承、クレピ＝ナントゥイユ家の始祖。

また、ラウル3世はクレピ城を息子たちに分割した。邸宅と付属建物はラウル4世に、天守はティボーに継承された。